# Deuxième circonscription de la préfecture de Fukuoka
La deuxième circonscription de la préfecture de Fukuoka (福岡県第2区, Fukuoka-ken dai-ni-ku) est l'une des onze circonscriptions législatives que compte la préfecture de Fukuoka au Japon.

## Description géographique
Entre 1994 et 2017, la deuxième circonscription de la préfecture de Fukuoka correspondait aux arrondissements de Chūō, Minami et Jōnan de la ville de Fukuoka.
Depuis 2017, elle comprend la totalité de l'arrondissement de Chūō et une partie des arrondissements de Minami et Jōnan.

## Députés
| Législature | Début de mandat | Fin de mandat | Député élu           | Parti politique | Parti politique |
| ----------- | --------------- | ------------- | -------------------- | --------------- | --------------- |
| 41e         | 1996            | 2000          | Taku Yamasaki (ja)   |                 | PLD             |
| 42e         | 2000            | 2003          | Taku Yamasaki (ja)   |                 | PLD             |
| 43e         | 2003            | 2005          | Jun'ichirō Koga (ja) |                 | PDJ             |
| 43e         | 2005            | 2005          | Taku Yamasaki        |                 | PLD             |
| 44e         | 2005            | 2009          | Taku Yamasaki        |                 | PLD             |
| 45e         | 2009            | 2012          | Shūji Inatomi (ja)   |                 | PDJ             |
| 46e         | 2012            | 2014          | Makoto Oniki (ja)    |                 | PLD             |
| 47e         | 2014            | 2017          | Makoto Oniki (ja)    |                 | PLD             |
| 48e         | 2017            | 2021          | Makoto Oniki (ja)    |                 | PLD             |
| 49e         | 2021            | 2024          | Makoto Oniki (ja)    |                 | PLD             |
| 50e         | 2024            | -             | Shūji Inatomi        |                 | PDC             |